# 山田晴河
山田 晴河（やまだ はるか、1933年1月13日 - 1988年5月7日）は、日本の化学者。元関西学院大学教授。専門は物理化学、特に赤外ラマン分光学、界面化学。
現在の東京都文京区出身。1955年にお茶の水女子大学化学科を卒業。1960年に東京工業大学で博士号を取得し、同大学助手。1961年から1963年まで、米国アイオワ大学化学科で研究を行う。1964年に関西学院大学理学部に着任。1972年に同大学教授。
「赤外ラマン分光法による固体表面の吸着種の構造」が主たる研究業績。 固体表面の吸着現象に関して、レーザーラマン分光法による研究を行い、世界で初めて微量吸着種の共鳴ラマンスペクトルの測定に成功した。また、金属表面上の吸着種の表面増強ラマン散乱に関する研究をおこなった。これらの業績により1982年第2回猿橋賞を受賞した。
1988年5月7日、急性心不全のため死去。没後、関西学院大学理工学部は、同氏の業績を記念し、理工学研究科博士課程後期課程在籍の女子学生および女性研究スタッフの研究奨励を目的とした山田晴河記念賞を設立した。

## 代表的な研究論文
- Haruka Yamada and Willis B. Person, Absolute Infrared Intensities of the Fundamental Absorption Bands in Solid CO2 and N2O, J. Chem. Phys. vol. 41, 2478 (1964). doi:10.1063/1.1726291
- H. Yamada, H. Nagata, K. Toba, Y. Nakao, Charge-transfer band and sers mechanism for the pyridine-Ag system, Surface Science, vol. 182, pp.269–286 (1987). doi:10.1016/0039-6028(87)90101-4
- Yoshiko Nakao, Haruka Yamada, Enhanced infrared ATR spectra of surface layers using metal films, Surface Science, vol. 176, pp. 578–592 (1986). doi:10.1016/0039-6028(86)90056-7
- Haruka Yamada and Willis B. Person, Absolute Infrared Intensities of the Fundamental Absorption Bands in Solid CS2, J. Chem. Phys. 40, 309 (1964). doi:10.1063/1.1725114
- Haruka Yamada and Willis B. Person, Absolute Infrared Intensities of Some Linear Triatomic Molecules in the Gas Phase, J. Chem. Phys. vol. 45, 1861 (1966).  doi:10.1063/1.1727861